# DN24
DN24 este un drum național din România care merge de la Tișița spre est la Tecuci, apoi spre nord la Bârlad, Vaslui, Iași și se termină la Sculeni, la granița cu Republica Moldova.